# Alfarnatejo
Alfarnatejo település Spanyolországban, Málaga tartományban. Alfarnatejo Alfarnate, Colmenar, Riogordo és Periana községekkel határos. Lakosainak száma 371 fő (2024).

## Népesség
A település népessége az elmúlt években az alábbi módon változott:
| Lakosok száma | 392  | 394  | 478  | 538  | 532  | 477  | 397  | 377  | 364  | 371  |
|               | 2001 | 2004 | 2007 | 2009 | 2012 | 2014 | 2017 | 2019 | 2022 | 2024 |